# Joseph D. Leitch

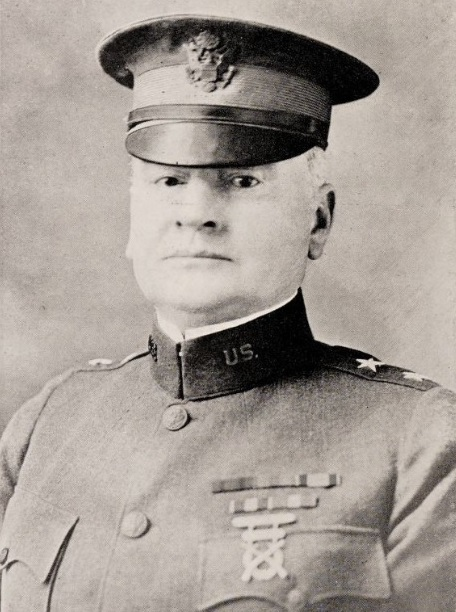
Joseph D. Leitch (1919)

Joseph Dugald Leitch (* 8. März 1864 in Montague, Muskegon County, Michigan; † 26. Oktober 1938 in San Francisco, Kalifornien) war ein Generalmajor der United States Army. Er war unter anderem Kommandeur der 3. Infanteriedivision.
Joseph Leitch war ein Sohn von Dugald Leitch und dessen Frau Sarah Ferguson. Er besuchte die öffentlichen Schulen in Clay Center in Nebraska, wohin er als Kind mit seinen Eltern gezogen war. In den Jahren 1884 bis 1889 durchlief er die United States Military Academy in West Point. Nach seiner Graduation wurde er als Leutnant der Infanterie zugeteilt. In der Armee durchlief er anschließend alle Offiziersränge vom Leutnant bis zum Zwei-Sterne-General.
In seinen jüngeren Jahren war Joseph Leitch in verschiedenen Militärstützpunkten im Arizona-Territorium stationiert, wo er an der Endphase der Indianerkriege insbesondere gegen die Apachen beteiligt war. Dabei diente er die meiste Zeit im 24. Infanterieregiment. Mit dieser Einheit nahm er auch am Spanisch-Amerikanischen Krieg teil. Er war zunächst Kompanieführer und dann Stabsoffizier. Sein Regiment war auf Kuba eingesetzt und unter anderem an der Schlacht von San Juan Hill und der Belagerung von Santiago beteiligt.
Anschließend wurde Leitch zum 25. Infanterieregiment versetzt, wo er kurzzeitig an einigen Standorten im Westen der USA Dienst tat, ehe er mit diesem Regiment auf die Philippinen versetzt wurde, wo er am Philippinisch-Amerikanischen Krieg teilnahm. Dort kommandierte er eine Kompanie seines Regiments. Im August 1902 kehrte er mit seiner Einheit in die Vereinigten Staaten zurück.
In den folgenden Jahren tat er an verschiedenen Standorten in den Vereinigten Staaten Dienst. Zwischenzeitlich wurde er auch wieder auf die Philippinen versetzt. In den Jahren 1913 und 1914 studierte er am United States Army War College. Anschließend wurde er zum Stab der 5. Infanteriebrigade versetzt, mit der er an der Besetzung von Veracruz teilnahm. Später stieg er zum Bataillonskommandeur bei zwei in Texas stationierten Regimentern auf. Mit dem 27. Infanterieregiment war er zwischen Oktober 1915 und Januar 1916 am Panamakanal stationiert, ehe er ein weiteres Mal auf die Philippinen versetzt wurde, wo er bis Mai 1917, inzwischen im Rang eines Oberstleutnants, als Stabsoffizier im 8. Infanterieregiment verblieb.
In diese Zeit fiel der amerikanische Eintritt in den Ersten Weltkrieg, an dem Leitch nicht aktiv teilnahm. Stattdessen diente er in den Vereinigten Staaten an verschiedenen Standorten und in verschiedenen Funktionen. Unter anderem leitete er ein Ausbildungszentrum für Offiziere in Fort Snelling in Minnesota. Danach kommandierte er in Kalifornien eine Brigade der 8. Infanteriedivision und die 13. Infanteriedivision in Fort Lewis im Bundesstaat Washington. Beide Einheiten kamen in Folge des Waffenstillstandes vom November 1918 nicht mehr zum Kriegseinsatz.
In den Jahren 1919 und 1920 gehörte Joseph Leitch der American Expeditionary Force Siberia an, die in Sibirien eingesetzt war. Zuletzt war er Stabschef der dort eingesetzten amerikanischen Truppen. Im Jahr 1920 erfolgte eine erneute Versetzung auf die Philippinen, wo er Stabschef des dortigen Armeekommandos wurde. In den Jahren 1921 bis 1924 war er in Fort Lewis Stabschef der 3. Infanteriedivision. Es folgte eine Versetzung nach Los Angeles, wo er Verbindungsoffizier des Heeres zu den im südlichen Kalifornien ansässigen Reserveeinheiten war. Danach erfüllte er die gleichen Aufgaben in San Francisco für die Reserveeinheiten des nördlichen Kaliforniens.
Zwischen April 1926 und Januar 1927 kommandierte Joseph Leitch die 8. Brigade der 4. Infanteriedivision. Diese Brigade bestand auch nach der offiziellen Demobilisierung der 4. Division im Jahr 1921 weiter. Es folgte eine Versetzung zu den Vancouver Barracks im Bundesstaat Washington, wo Leitch zwischen Februar und Oktober 1927 die 5. Brigade der 3. Infanteriedivision kommandierte. Danach erhielt er den Oberbefehl über die gesamte 3. Infanteriedivision und den Militärstützpunkt Fort Lewis, auf dem sich das Divisionshauptquartier befand. Dieses Kommando hatte er als Nachfolger von Robert Alexander bis März 1928 inne. Anschließend ging er in den Ruhestand.
Joseph Leitch verbrachte seinen Lebensabend in San Francisco, wo er am 26. Oktober 1938 auch verstarb. Er fand seine letzte Ruhestätte auf dem dortigen San Francisco National Cemetery. Sein Schwiegersohn war General Robert A. McClure.

## Orden und Auszeichnungen
Joseph Leitch erhielt im Lauf seiner militärischen Laufbahn unter anderem folgende Auszeichnungen:
- Army Distinguished Service Medal
- Silver Star
- Indian Campaign Medal
- Spanish Campaign Medal
- Army of Cuban Occupation Medal
- Philippine Campaign Medal
- Mexican Service Medal
- Orden der Heiligen Mauritius und Lazarus (Italien)
- Tschechoslowakisches Kriegskreuz 1914–1918